# 巴黎大道

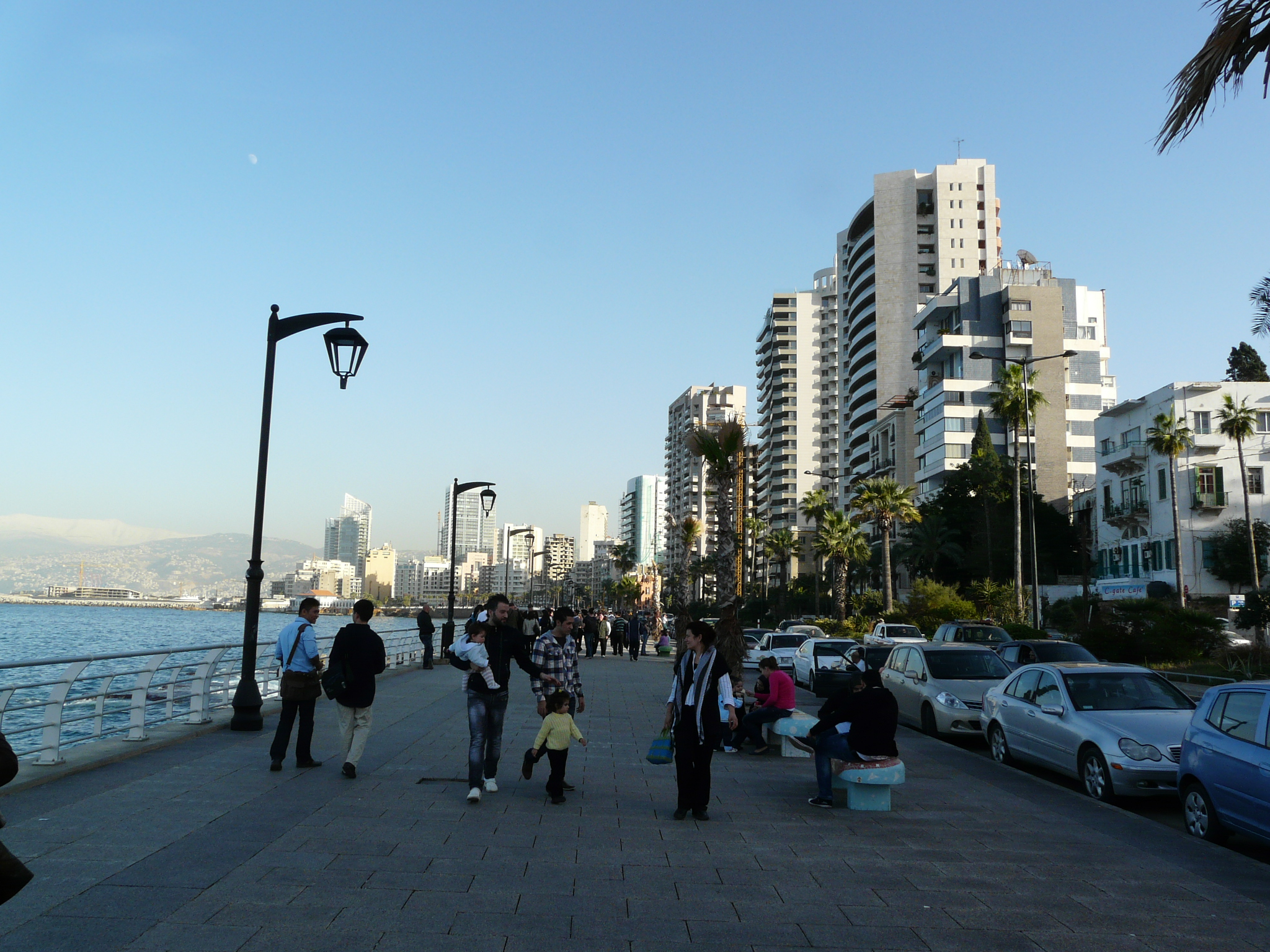
巴黎大道

巴黎大道（Avenue de Paris）是黎巴嫩贝鲁特一条棕榈成荫的海滨街道。与戴高乐大道（Avenue General de Gaulle）构成滨海贝鲁特长廊（Corniche Beirut），深受轮滑，骑自行车和慢跑者欢迎。
贝鲁特市政府于2001年，黎巴嫩艺术家Lena Kelekian构思和设计了巴黎大道的美化工程，包括更换覆盖五颜六色切割陶瓷的76只长凳，以及人行道上的一个巨型棋盘。
位于巴黎大道上的美国大使馆，1983年4月8日遭遇袭击。 美国使馆现在位于郊区Awkar。